# Rajd Niemiec 1988
Rajd Niemiec 1988 (7. Int. ADAC Rallye Deutschland) – 8 edycja rajdu samochodowego Rajd Niemiec rozgrywanego w Niemczech. Rozgrywany był od 21 do 23 lipca 1988 roku. Była to dwudziesta szósta runda Rajdowych Mistrzostw Europy w roku 1988 (rajd miał najwyższy współczynnik - 20) oraz piąta runda Rajdowych Mistrzostw Niemiec.

## Klasyfikacja rajdu
| Miejsce                      | Kierowca                     | Pilot                        | Samochód                     | Czas                         | Strata                       |                              |
| Klasyfikacja generalna i ERC | Klasyfikacja generalna i ERC | Klasyfikacja generalna i ERC | Klasyfikacja generalna i ERC | Klasyfikacja generalna i ERC | Klasyfikacja generalna i ERC | Klasyfikacja generalna i ERC |
| ---------------------------- | ---------------------------- | ---------------------------- | ---------------------------- | ---------------------------- | ---------------------------- | ---------------------------- |
| 1.                           | Robert Droogmans             | Ronny Joosten                | Ford Sierra RS Cosworth      | 4:01:57                      | 0.0                          |                              |
| 2.                           | Ronald Holzer                | Klaus Wendel                 | Lancia Delta Integrale       | 4:03:40                      | +1:43                        |                              |
| 3.                           | Armin Schwarz                | Klaus Wicha                  | Audi 200 Quattro             | 4:05:33                      | +3:36                        |                              |
| 4.                           | Jochi Kleint                 | Manfred Hiemer               | Volkswagen Golf II GTi 16V   | 4:06:51                      | +4:54                        |                              |
| 5.                           | Sepp Haider                  | Ferdinand Hinterleitner      | Opel Kadett GSI              | 4:07:52                      | +5:55                        |                              |
| 6.                           | Rüdiger Hahn                 | Erwin Birk                   | Ford Sierra RS Cosworth      | 4:09:35                      | +7:38                        |                              |
| 7.                           | Ernst Hack                   | Marlene Hack                 | Lancia Delta HF 4WD          | 4:11:03                      | +9:06                        |                              |
| 8.                           | Karl-Friedrich Beck          | Bernd Seiter                 | Peugeot 205 GTI              | 4:16:25                      | +14:28                       |                              |
| 9.                           | Susanne Kottulinsky          | Christina Thörner            | Audi 200 Quattro             | 4:16:31                      | +14:34                       |                              |
| 10.                          | Omer Saelens                 | Jeannick Breyne              | Ford Sierra RS Cosworth      | 4:22:21                      | +20:24                       |                              |